# HD54118
HD54118 — хімічно пекулярна зоря спектрального класу A0, що має видиму зоряну величину в смузі V приблизно 5,2.
Вона  розташована на відстані близько 282,4 світлових років від Сонця.

## Фізичні характеристики
Телескоп Гіппаркос зареєстрував фотометричну змінність даної зорі з періодом 3,28 доби в межах від Hmin= 5,16 до Hmax= 5,13.

## Пекулярний хімічний вміст
Зоряна атмосфера HD54118 має підвищений вміст
Si
.

## Магнітне поле
Спектр даної зорі вказує на наявність магнітного поля у її зоряній атмосфері.
Напруженість повздовжної компоненти поля оціненої з аналізу
крил ліній Бальмера
становить 1032,5± 255,9 Гаус.